# José María Castiglione
José María Castiglione (Concepción del Uruguay, 1 de noviembre de 1909 - La Plata, enero de 1993) fue un ingeniero agrónomo argentino que ejerció como ministro de Agricultura de su país durante la presidencia de Juan Domingo Perón.
Incorporado al plantel de profesores de la Universidad Nacional de La Plata, fue administrador de la Escuela Agrotécnica Inchausti de Veinticinco de Mayo, profesor titular de la cátedra de Cereales y vicedecano de la Facultad de Agronomía de esta Universidad. Durante el gobierno de la Revolución del 43 fue director de Granos y Elevadores del Ministerio de Agricultura de la Nación. En 1949 fue director Nacional de Granos y Elevadores.
En 1951 fue nombrado director del IAPI, cargo que ocupó hasta la crisis del año 1955. En el mes de junio de ese año fue nombrado ministro de Agricultura y Ganadería de la Nación, ocupando el cargo hasta el golpe de Estado de septiembre de ese año.